# William Herbert (Botaniker)

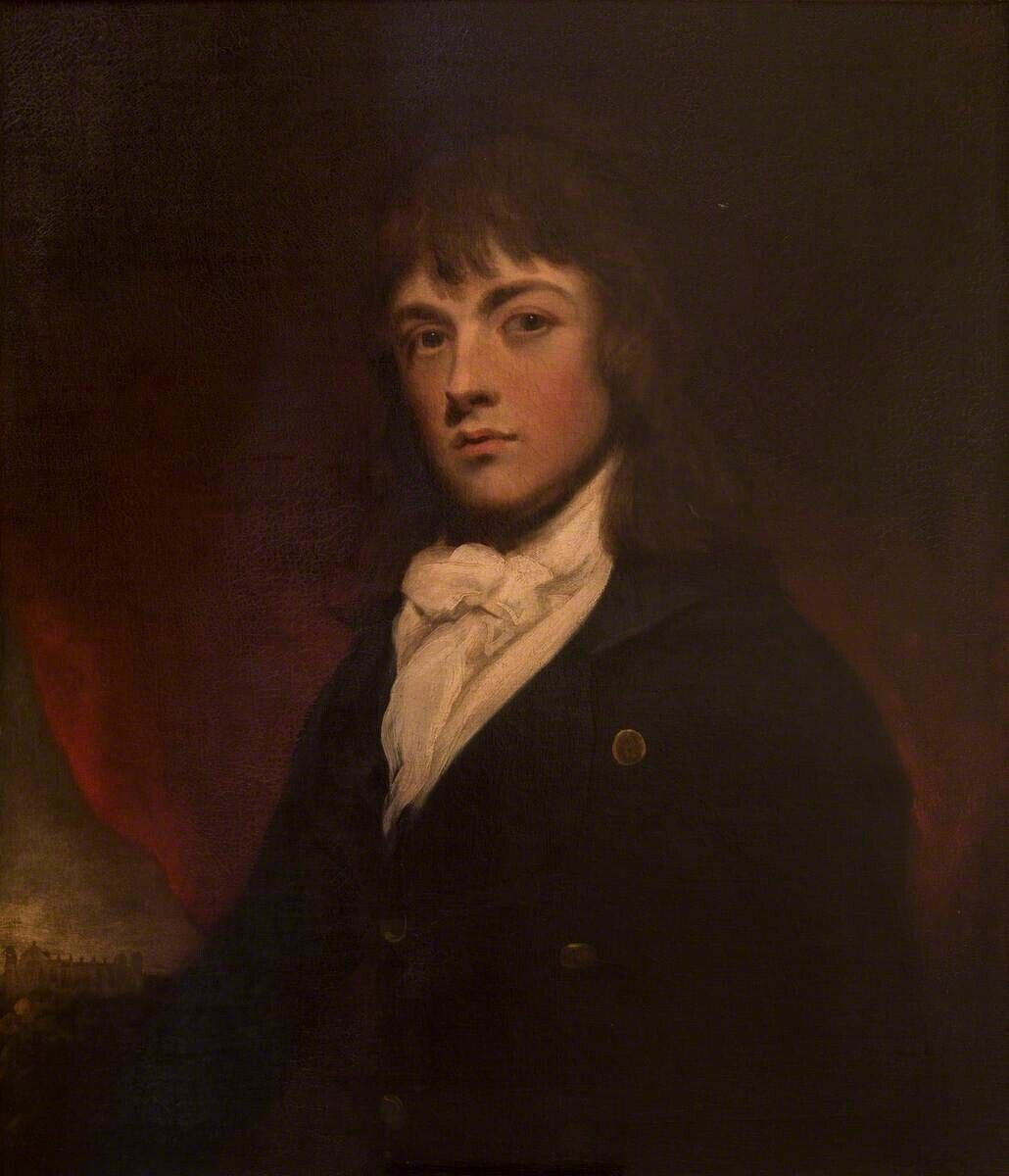
William Herbert ca. 1795, Gemälde von William Beechey

William Herbert (* 12. Januar 1778 in Highclere Castle, Hampshire; † 28. Mai 1847 in London) war ein britischer Botaniker, Dichter, Geistlicher und Abgeordneter des Parlaments. Als sein botanisches Autorenkürzel wird „Herb.“ verwendet.

## Leben und Wirken
Herbert war der dritte Sohn von Henry Herbert, 1. Earl of Carnarvon und dessen Frau Elizabeth Herbert, Countess of Carnarvon (1752–1826), die vormalige Lady Elizabeth Alicia Maria Wyndham. Seine Ausbildung begann am College in Eton. Gegen Ende seines Aufenthaltes dort gab Herbert die dreibändige Poesiesammlung Musae etonenses (1795) heraus. Am 16. Juli 1795 immatrikulierte er sich in Oxford am Christ Church College der University of Oxford, wechselte jedoch bald zum Exeter College. Am 9. Juni 1798 erwarb Herbert dort seinen Baccalaureus Artium (B.A.). Er wechselte erneut, diesmal zum Merton College. Dort erwarb Herbert seinen Magister Artium (M.A.) am 23. November 1802, den Baccalaureus Civilis Legis (B.C.L.) am 27. Mai 1808 und den Doctor Civilis Legis (D.C.L.) am 2. Juni 1808.
Am 17. Mai 1806 heiratete er Letitia Emily Dorothea Allen († 1878), die zweite Tochter von Joshua Allen, 5. Viscount Allen (1728–1816). Das Paar hatte zwei Söhne und zwei Töchter: Henry William (1807–1858), Louisa Catherine Georgina (1809–1860), Frederick Charles (1819–1868) und Cecilia Augusta Henrietta (1828–1863).
Zweimal war Herbert Abgeordneter des britischen Unterhauses; von 1806 bis 1807 für die Grafschaft Hampshire und von 1811 bis 1812 für die Gemeinde Cricklade.
1814 wurde Herbert ordiniert. Ihm wurde der Besitz der All Saints Church in Spofforth, bei Wetherby in North Yorkshire übertragen, die dem Bruder seine Mutter, George Wyndham, 3. Earl of Egremont gehörte. Auf Grundlage des Ecclesiastical Commissioners Act 1840 wurde Herbert am 26. Juni 1840 zum ersten Dekan (Dean) der Kathedrale von Manchester berufen.
Im Oktober 1821 schrieb Herbert eine vorläufige Abhandlung über die Familie der Amaryllisgewächse (Amaryllidaceae). Sie wurde unter dem Titel An Appendix als Anhang zum 48. Band von  Curtis’s Botanical Magazine sowie dem 7. Band des Botanical Register veröffentlicht und enthielt vier Abbildungen. Herbert beschrieb darin unter anderem 20 neue Gattungen. Von diesen werden die Gattungen Ammocharis, Boophone, Chlidanthus, Clinanthus, Hippeastrum, Ismene, Ixiolirion, Proiphys, Pyrolirion, Stenomesson und Zephyranthes noch immer akzeptiert. Die Abhandlung war ein Vorläufer seines Hauptwerkes Amaryllidaceae von 1837.
Herbert korrespondierte mit Charles Darwin und seine Erkenntnisse über die Hybridisierung flossen in Die Entstehung der Arten ein.

## Ehrungen
Nach Herbert ist die Pflanzengattung Herbertia Sweet (1827) aus der Familie der Schwertliliengewächse (Iridaceae) benannt.
William Jackson Hooker, der Herausgeber des Curtis’s Botanical Magazine, widmete ihm den 1839 erschienenen 65. Band des Magazins.
Die International Bulb Society (Internationale Blumenzwiebel Gesellschaft) vergab seit 1937 die Herbert-Medaille für Verdienste in der Arbeit mit und der Forschung für die Arten der Blumenzwiebelgewächse. Die von ihr herausgegebene Zeitschrift Herbertia ist ebenfalls nach Herbert benannt.

## Schriften (Auswahl)
Botanische

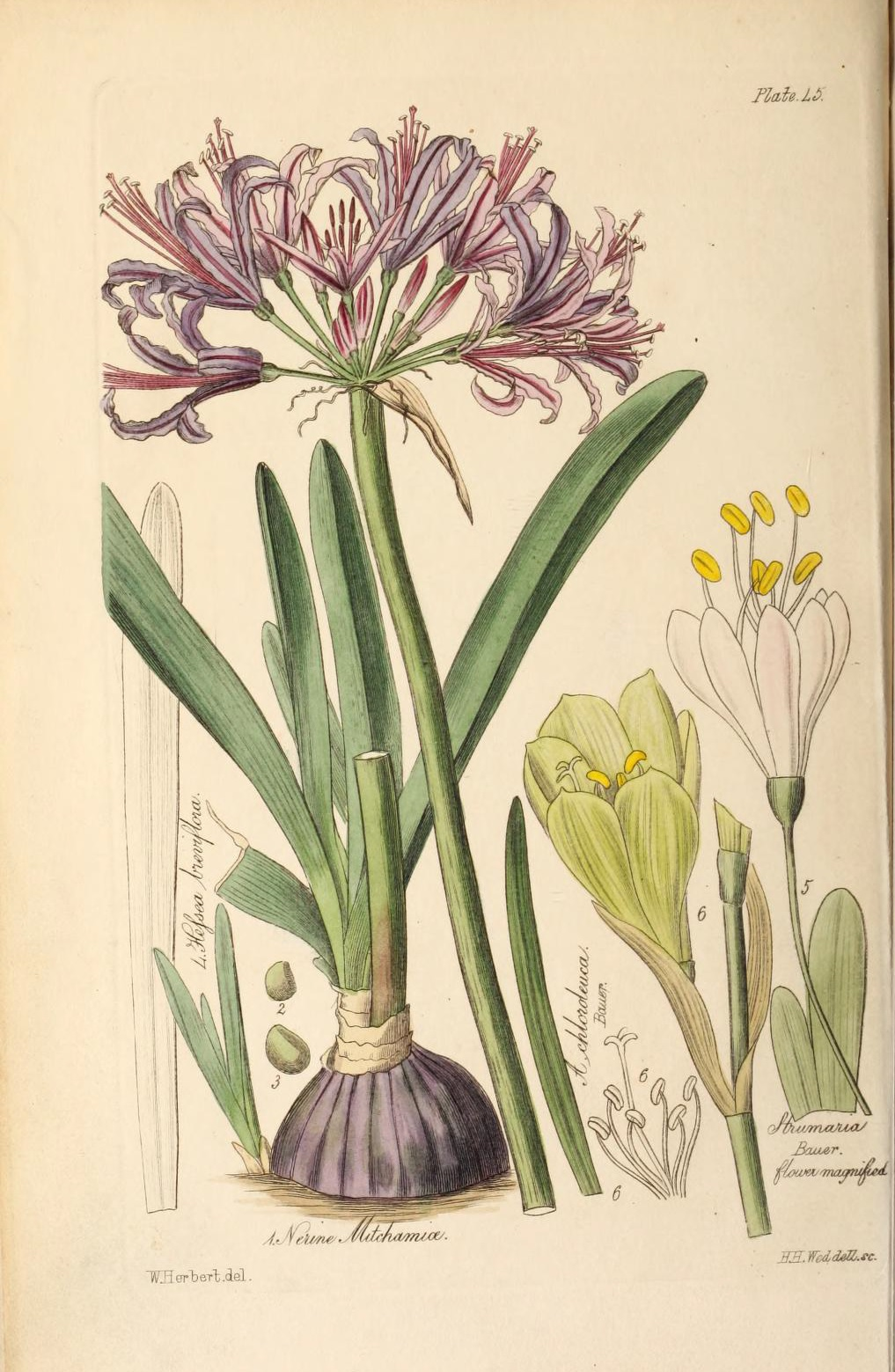
Tafel XLIV aus Herberts Werk Amaryllidaceae von 1837

- An appendix. London 1821 (Digitalisat).
- On the production of hybrid Vegetables. In: Transactions of the Horticultural Society of London. Band 4, 1822, S. 15–50 (Digitalisat).
- Amaryllidaceae: preceded by an attempt to arrange the monocotyledonous orders, and followed by a treatise on cross-bred vegetables, and supplement. London 1837 (Digitalisat).
- On Hybridization amongst Vegetables:
  - Part the first. In: Journal of the Horticultural Society of London. Band 2, 1847, S. 1–28 (Digitalisat).
  - Part the second. In: Journal of the Horticultural Society of London. Band 2, 1847, S. 81–107 (Digitalisat).
- A History of the Species of Crocus. In: Journal of the Horticultural Society of London. Band 2, 1847, S. 249–293 (Digitalisat).

Andere
- Musae etonenses: seu, Carminum delectus nunc primum in lucem editus. 3 Bände, London 1795 (Band 1, Band 2, Band 3).
  - 2. Auflage, 3 Bände, Eton 1817 (Band 1, Band 2, Band 3).
- Ossiani darthula graece reddita. London 1801 (Digitalisat).
- Translations from the German, Danish, & c. To which is added miscellaneous poetry. London 1804 (Digitalisat).
- Select Icelandic Poetry. Translated from the Originals, with Notes. 2 Bände, London 1804–1806 (Band 1, Band 2).
- Helga. A poem in seven cantos. London 1815 (Digitalisat).
  - 2. Auflage, London 1820 (Digitalisat).
- Hedin; or, the Spectre of the Tomb. A Tale. From the Danish History. London 1820 (Digitalisat).
- The Wierd Wanderer of Jutland. A Tragedy. London 1821 (Digitalisat).
- Attila, king of the Huns. London 1838 (Digitalisat).
- Works … excepting those on botany and natural science. 2 Bände, Bohn, London 1842 (Band 1, Band 2).
- Five odes. Translated from the Greek of Pindar. London 1843 (Digitalisat).
- Supplement to the works of the Hon. and Very Rev. William Herbert, Dean of Manchester, etc. London 1846 (Digitalisat).